# Lac Pierre-Paul (Mékinac)
Pour les articles homonymes, voir Pierre Paul.
Le lac Pierre-Paul (Mékinac) est localisé à Saint-Tite, dans la municipalité régionale de comté de Mékinac, dans la région administrative de la Mauricie, Québec, Canada.

## Géographie
Extrait du MDDEP, Réseau de surveillance volontaire des lacs, 2010
Le lac Pierre-Paul est alimenté par quatre tributaires provenant des terres situées au Nord, à l’Ouest, ainsi qu’au Sud. La décharge est située à l’Est et s’écoule vers le marais du plan d’eau.

Le bassin versant est d’une superficie approximative de 3,8 km². Il s’étend plus à l’Ouest et au Sud. L’état trophique du lac est à un stade intermédiaire avancé d’eutrophisation. L’apport en nutriments et sédiments y est élevé. La superficie du plan d’eau est de 0,6km². On dénombre environ 147 résidences permanentes ou temporaires riveraines. Source : Politique environnementale, Ville de Saint-Tite 2012,

## Écologie
Les enjeux
Le lac Pierre-Paul est considéré comme un lac eutrophe, le lac est touché par des cyanobactéries, pour cette raison la qualité de l’eau est douteuse en aval de la rivière des Envies où le facteur déclassant est le phosphore.
Sur les milieux humides du bassin versant de la rivière Pierre-Paul, le drainage est la principale pression. Celui-ci peut être d’origine agricole en raison de la dominance de cette affection dans les unités géographiques d’analyse (UGA). Les végétaux des bandes riveraines agissent comme filtre contre la pollution de l’eau.
Les terres agricoles et forestières de Mékinac favorisent l’émergence de cultures non traditionnelles et de petites fermes qui peuvent être mises en valeur par des activités agrotouristiques.
Un climat plus froid représente un potentiel pour la culture de plantes à fleurs (ex. : colza)

## Toponymie
Lac Pierre-Paul
À 4 km au nord-est de Saint-Tite, en Mauricie, on trouve ce lac qui contient une presqu'île en son centre. Il est situé à plus de 150 m de hauteur. Au début du XIXe siècle. Or, c'est en l'honneur d'une famille amérindienne, nommée Pierre Paul, qui vivait sur les rives de ce lac, que le nom officiel a été attribué.
Le nom Pierre-Paul désigne aussi la rivière qui se déverse dans la rivière Batiscan, à la hauteur de la municipalité de Saint-Adelphe, et il a servi à désigner cette petite agglomération au début des années 1870, avant qu'elle soit érigée en paroisse. De nos jours, le lac Pierre-Paul est un lieu de villégiature presque entièrement bordé de chalets. Quant aux terres défrichées au XIXe siècle dans la partie nord du lac, elles ont été abandonnées et reboisées.

Source : Commission de toponymie Québec

## Photos

Lac Pierre-Paul, Saint-Tite
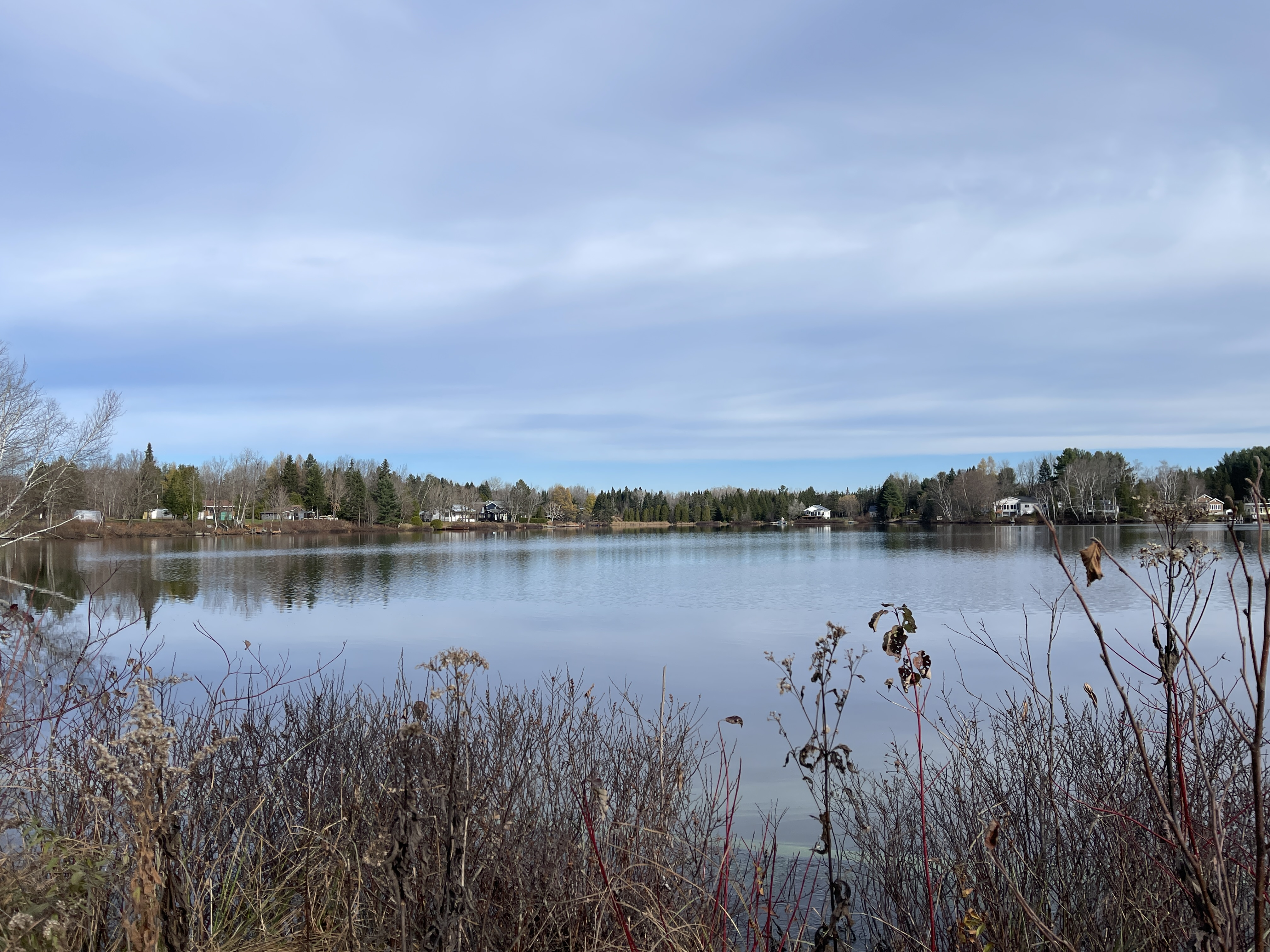
Chemin de l'Ìle
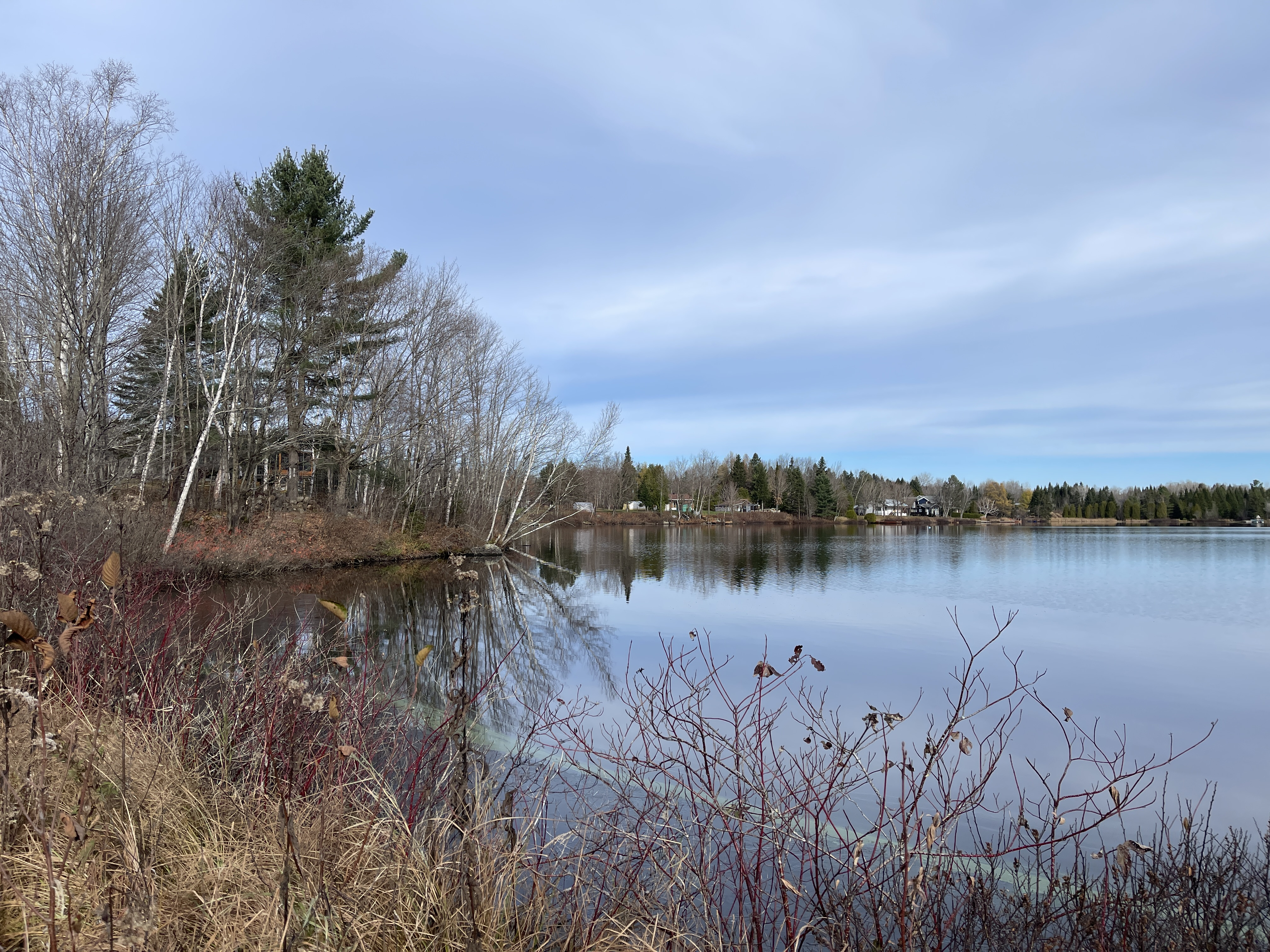
Chemin de l'Ìle
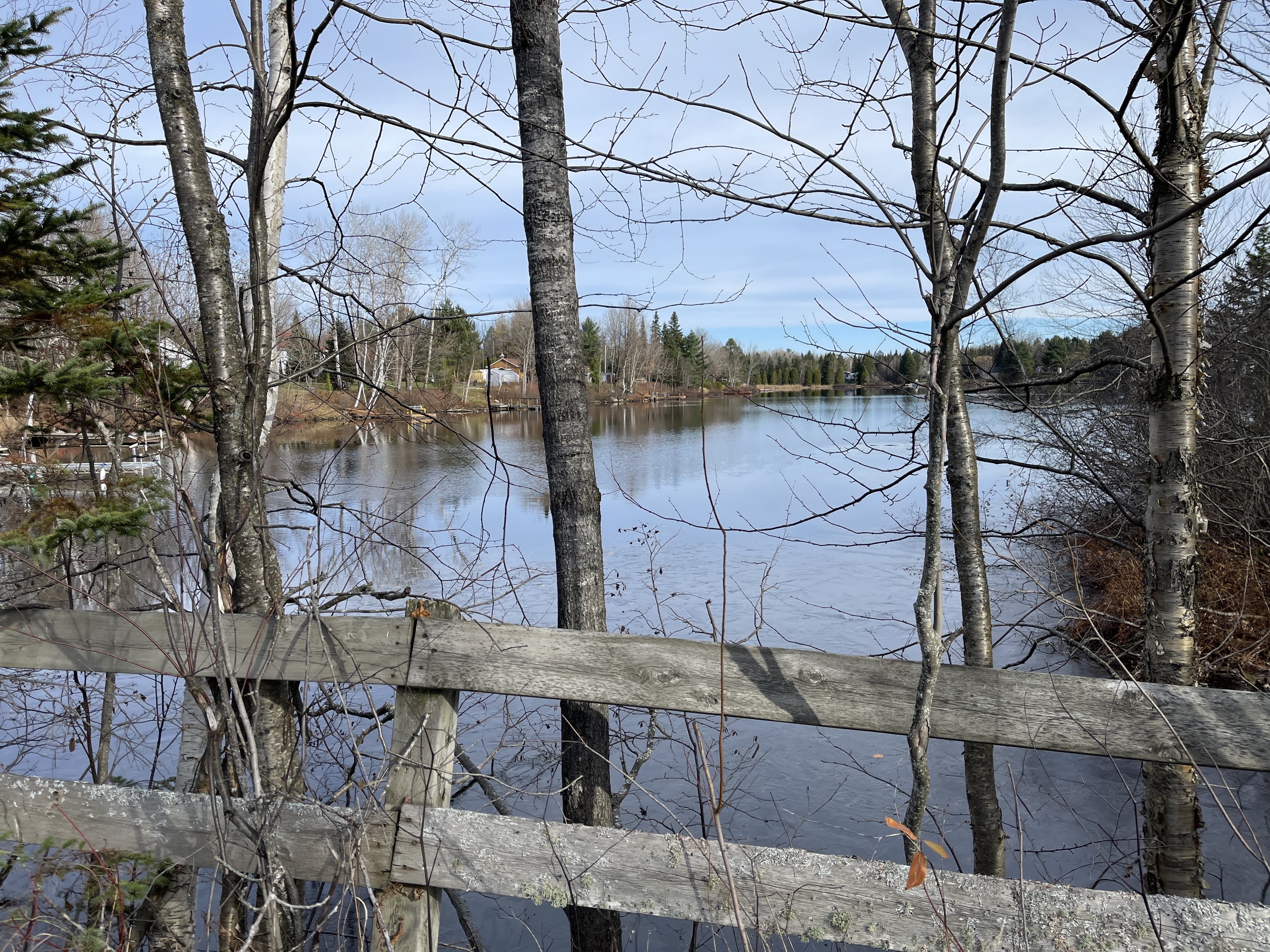
Chemin de l'Ìle